# أمراهلو
أمراهلو (بالإنجليزية: Amrahlu)‏ هي قرية تقع في أردبيل في إيران. يقدر عدد سكانها بـ 110 نسمة بحسب إحصاء 2016.